# Приамурский военный округ (Российская империя)

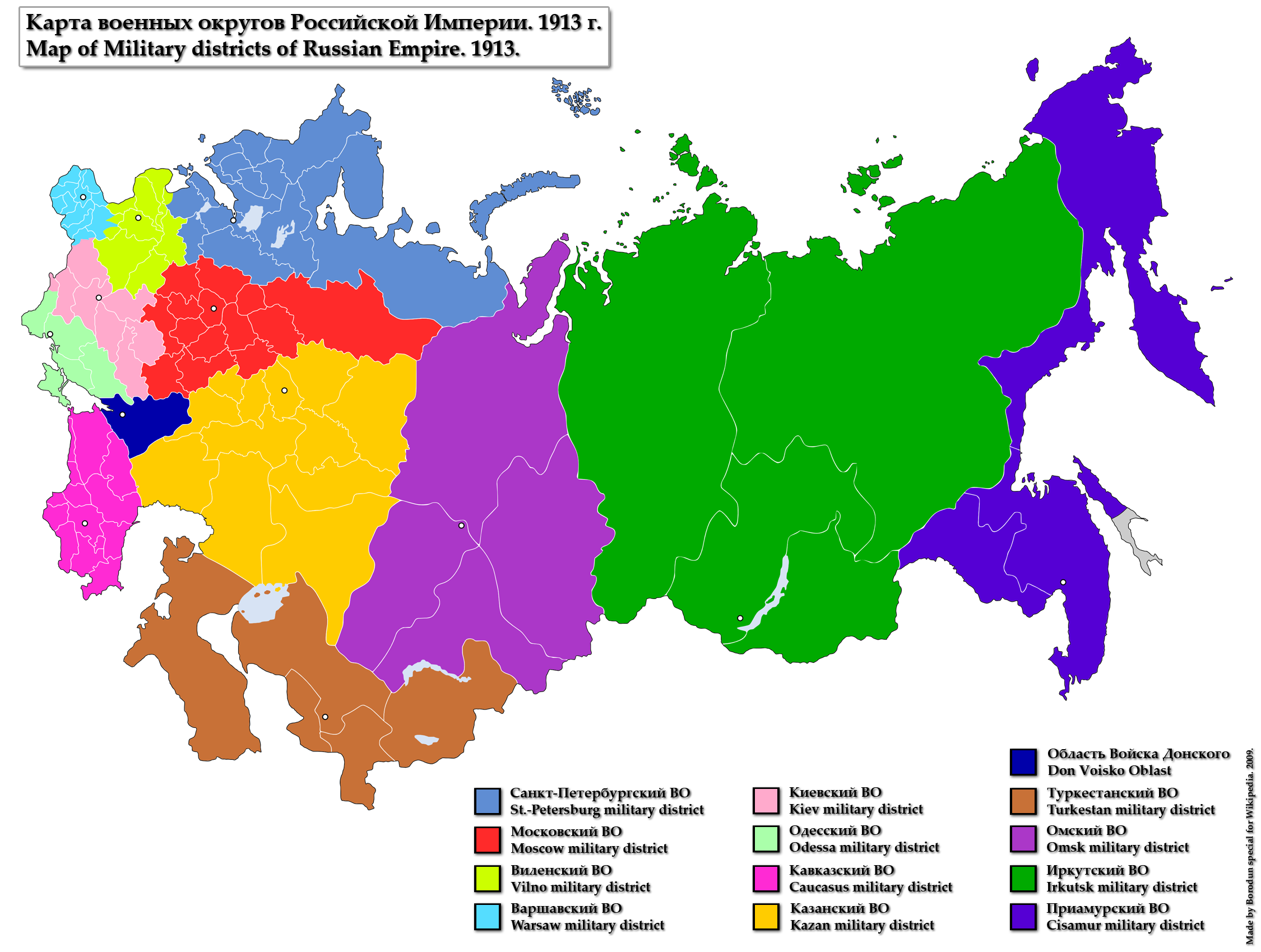
Карта военных округов, 1913 год.

Приамурский военный округ — административное и территориальное формирование (военный округ) Вооружённых Сил Российской империи.

## История
Округ образован 20 мая (1 июня) 1884 года при разделении Восточного Сибирского военного округа на Иркутский и Приамурский. Причин создания округа было несколько. К началу 80-х гг. XIX в., созданный в 1865 г. Восточный Сибирский военный округ, в состав которого к 1884 г. входили территории Иркутской и Енисейской губерний, Приморской, Амурской, Забайкальской и Якутской областей, Владивостокского военного губернаторства и о. Сахалин, совершенно не отвечал требованиям времени. Неудобства, связанные с руководством из Иркутска восточными окраинами России, сказывались как на военном, так и на гражданском управлении (территория военного округа совпадала с территорией одноимённого генерал-губернаторства, а должности Командующего войсками округа и генерал-губернатора занимал один и тот же человек). С увеличением численности населения и возрастанием стратегической роли Приморской области, все чаще требовалось оперативное принятие важных решений, которое могло происходить либо на месте, либо при быстром получении соответствующих распоряжений из Иркутска. Последнее было невозможно по причине крайне слабой степени развития транспортной инфраструктуры региона и постоянных перебоев в работе телеграфа. Таким образом, вопрос об изменении системы местного военного и гражданского управления становился все острее. Катализатором его решения стало обострение внешнеполитической ситуации. В 1882 г. ухудшились отношения с Китаем из-за Савёловского вопроса: местные власти Гиринской провинции Китая, использовав в качестве предлога ошибку служившего в районе зал. Посьета полковника М.В. Савёлова, который из-за необустроенности границы расположил «деревню своего имени» из корейских переселенцев на китайской территории, потребовали передать её под юрисдикцию Китая и высказали претензии на часть территории российского побережья в районе зал. Посьета. Это грозило началом боевых действий с Китаем, который к войне с Россией и отторжению от неё территорий активно подталкивала Англия. Параллельно обострялись русско-британские отношения из-за продолжавшегося присоединения к России территории Средней Азии. В такой ситуации в Петербурге пришлось резко форсировать обсуждение как проблемы создания Приамурского военного округа, дискуссии по которой тормозились вопросом о целесообразности включения в его состав Забайкальской области, так и реформы гражданского административно-территориального деления на российском Дальнем Востоке. Последняя вяло обсуждалась все время существования Восточного Сибирского военного округа, т.е. уже 23 года.
Вопрос об административных преобразованиях бурно обсуждался в Особом совещании по Амурским делам на всех трёх заседаниях (18 (30) июня, 24 июня (6 июля) 1883 года и 10 (22) января 1884 года), а окончательно был решён лишь на заседании Государственного совета 26 мая 1884 г., когда решение о разделении Восточного Сибирского военного округа на Иркутский и Приамурский все таки было принято. Одновременно решили и «гражданский» вопрос – создали территориально совпавшее с новым военным округом Приамурское генерал-губернаторство.
20 мая (1 июня) 1884 года император Александр III утвердил «Положение Военного совета об образовании из Восточного Сибирского военного округа двух военных округов — Иркутского и Приамурского». 14 (26) июля 1884 года последовал соответствующий приказ по военному ведомству № 215 в результате раздела Восточного Сибирского военного округа, но реально стал функционировать только к сентябрю. Центром нового округа стал город Хабаровка (с 1893 года - Хабаровск).
После Японо-китайской войны 1894-1895 г., и выходом на дальневосточную арену политической борьбы новой державы - Японии, положение округа кардинально изменилось. Становилось очевидным, что в перспективе столкновение Российской и Японской империй практически неизбежно, что вызывало серьёзные опасения командования округа за безопасность дальневосточных владений России. Однако то, что было очевидно в округе, не нашло понимания в Петербурге, где в центральном аппарате Военного министерства оперировали разного рода процентными соотношениями и коэффициентами, дававшими весьма извращённое представление о реальном оборонительном потенциале империи на Дальнем Востоке. "Коэффициент защиты", например, представлял собой отношение численности войск к численности населения региона. В 1902 г. он был для Приамурского военного округа в 3 раза выше, чем для Варшавского, но не из-за высокой численности войск, а из-за критически низкой плотности населения.
Тем не менее, началось постепенное усиление войск Приамурского военного округа; частично скорректирована их дислокация.  К 1898 г. был создан Приморский драгунский полк. Были активизированы их обучение и боевая подготовка, затронувшая в том числе и казачье население. В 1896 г. в войсках округа впервые прошла поверочная мобилизация, направлена на проверку их мобилизационной готовности. Активизировалась деятельность по рекогносцировке сопредельных территорий. В 1899 г. в округе впервые прошли большие подвижные сборы, то есть фактически - полномасштабные манёвры войск Южно-Уссурийского отдела.
Первая русская революция 1905-1907 гг. не обошла стороной и Приамурский военный округ. Наиболее крупные выступления были во Владивостокской крепости.
В период между Русско-японской 1904-1905 гг. и Первой мировой 1914-1918 гг. войнами войска округа подверглись серьёзным преобразованиям, пик которых пришёлся на 1910 г.. Параллельно с этим на Дальнем Востоке происходило постепенное реформирование системы административно-территориального управления, причем как военного, так и гражданского. Ещё весной 1906 г. для удобства подавления выступлений Первой русской революции из состава Приамурского военного округа и одноимённого генерал-губернаторства вывели вместе со всей системой гражданского и военного управления Забайкальскую область, присоединив её к воссоздаваемому Иркутскому военному округу. Это значительно уменьшило территорию Приамурского военного округа и, соответственно, количество дислоцировавшихся в нём войск. Большое внимание было уделено образованию, обучению и боевой подготовке войск с учётом опыта прошедшей войны, а также повышению их мобилизационной готовности. Для проверки последней периодически проводились так называемые "поверочные", т.е. пробные мобилизации. Наиболее известная - в 1909 г.. В 1909 г. на Амурскую и Приморскую области было распространено действие закона о воинской повинности, после чего в округе началось формирование и обучение запаса армии, стали регулярно проводиться учебные сборы ратников Государственного ополчения.
В этот период обороноспособности российского Дальнего Востока вызывала большой интерес в Петербурге. В октябре 1909 г. округ посетил министр финансов В.Н. Коковцов. Военный министр В.А. Сухомлинов посетил округ трижды:  1910 г., с 16 апреля по 25 мая 1911 г. и накануне войны в 1914 г.
В особых совещаниях при Совете Государственной обороны в 1906 г. был разработан комплексный проект обороны низовьев и устья р. Амур, частично реализованный впоследствии. Таким образом была усилена оборона р. Амур, создана Амурская речная флотилия.
С началом Первой мировой войны, большая часть полевых войск округа, а именно 1-й, 4-й и 5-й Сибирские армейские корпуса, были отправлены на фронт сразу по окончании мобилизации уже осенью 1914 г. После этого в округе остались лишь несколько задержанных по стратегическим соображениям полевых частей, развернутые по военному времени части Амурского и Уссурийского казачьих войск, а также караульные команды от ушедших на фронт частей. Во Владивостокской крепости остались ещё кадровые крепостные части (артиллеристы, сапёры, связисты). Вскоре после этого на Дальний Восток начали прибывать первые дружины Государственного ополчения. К началу 1915 года в Приамурском военном округе располагался VIII Ополченский корпус из 3-х бригад в составе 31-й дружины (20 размещены в пограничных городах Благовещенске, Хабаровске, Спасске, Никольске-Уссурийском и Владивостоке. Ополчение было усилено артиллерией — 6 лёгкими батареями. В последующие годы численность, дислокация и состав дружин неоднократно изменялись.

## Командующие войсками округа
- 14.07.1884—07.02.1893 — генерал-адъютант, генерал от инфантерии барон Корф, Андрей Николаевич;
- 09.03.1893—28.03.1898 — генерал-лейтенант Сергей Михайлович Духовский;
- 28.03.1898—30.08.1902 — генерал-лейтенант (с 6.12.1900 — генерал от инфантерии) Николай Иванович Гродеков;
- 02.11.1902—07.09.1903 — генерал-лейтенант Деан Иванович Субботич;
- 02.10.1903—22.10.1904 — генерал от инфантерии Николай Петрович Линевич;
- 14.11.1904—08.11.1905 — генерал от кавалерии Ростислав Александрович Хрещатицкий;
- 08.11.1905—06.12.1910 — генерал-лейтенант, (с 06.12.1906 — инженер-генерал) Павел Фридрихович Унтербергер;
- 23.12.1910—09.08.1914 — генерал-лейтенант (с 1913 — генерал от инфантерии) Платон Алексеевич Лечицкий;
- 10.11.1914—31.05.1917 — генерал от артиллерии Нищенков, Аркадий Никанорович

## Состав округа
- управление
- 1-й Сибирский армейский корпус (на 01.04.1914)
- 4-й Сибирский армейский корпус
- 5-й Сибирский армейский корпус
- крепость Владивосток[30][31][32][33]
- крепость Николаевск-на-Амуре (1869—1905 — Николаевские укрепления, 1905-11 — Николаевская крепость, 1911-18 — крепость Николаевск-на-Амуре)[24][25]